# Curtis Thompson
Curtis Thompson (ur. 8 lutego 1996) – amerykański lekkoatleta specjalizujący się w rzucie oszczepem, olimpijczyk (2020).
Bez powodzenia startował w 2014 roku na mistrzostwach świata juniorów. W 2015 wywalczył brąz mistrzostw panamerykańskich w kategorii juniorów, a w kolejnym roku został złotym medalistą młodzieżowych mistrzostw strefy NACAC. Złoty medalista mistrzostw strefy Ameryki Środkowej, Północnej i Karaibów z 2022 i srebrny z 2018. Bez sukcesów uczestniczył w igrzyskach panamerykańskich w Limie (2019), jednak cztery lata później podczas tej samej imprezy lekkoatletycznej (rozgrywanej w Santiago) wywalczył tytuł mistrzowski.
Złoty medalista mistrzostw Stanów Zjednoczonych oraz mistrzostw National Collegiate Athletic Association.
Rekord życiowy: 87,70 (9 lipca 2022, East Stroudsburg).

## Osiągnięcia
| Rok  | Impreza                              | Miejsce      | Pozycja           | Wynik |
| ---- | ------------------------------------ | ------------ | ----------------- | ----- |
| 2014 | Mistrzostwa świata juniorów          | Eugene       | el. – 17. miejsce | 64,89 |
| 2015 | Mistrzostwa panamerykańskie juniorów | Edmonton     | 3. miejsce        | 71,11 |
| 2016 | Młodzieżowe mistrzostwa NACAC        | San Salvador | 1. miejsce        | 79,28 |
| 2018 | Athletics World Cup                  | Londyn       | 3. miejsce        | 75,47 |
| 2018 | Mistrzostwa NACAC                    | Toronto      | 2. miejsce        | 76,02 |
| 2019 | Igrzyska panamerykańskie             | Lima         | 10. miejsce       | 65,39 |
| 2019 | Mecz Europa – USA                    | Mińsk        | 8. miejsce        | 72,01 |
| 2021 | Igrzyska olimpijskie                 | Tokio        | el. – 21. miejsce | 78,20 |
| 2022 | Mistrzostwa świata                   | Eugene       | 11. miejsce       | 78,39 |
| 2022 | Mistrzostwa NACAC                    | Freeport     | 1. miejsce        | 84,23 |
| 2023 | Mistrzostwa świata                   | Budapeszt    | el. – 30. miejsce | 74,21 |
| 2023 | Igrzyska panamerykańskie             | Santiago     | 1. miejsce        | 79,65 |
| 2024 | Igrzyska olimpijskie                 | Paryż        | el. – 27. miejsce | 76,79 |